# Olan Montgomery
Timothy Olan Montgomery (12 de abril de 1963 - 4 de abril de 2020), conocido como Olan Montgomery o simplemente como "Olan", fue un actor y artista pop estadounidense especializado en retratos de medios mixtos. Estuvo activo en los círculos artísticos de Nueva York como fotógrafo, pintor, autor y actor en cine y televisión. 

## Biografía

### Primeros años
Timothy Olan Montgomery nació el 12 de abril de 1963 en Warner Robins, Georgia, el segundo de gemelos idénticos nacidos de Eslye Lee Moate y Gary Misner Montgomery. Pasó la mayor parte de su juventud en Macon, Georgia, graduándose en 1980 de Northeast High School en esa ciudad. 
Después de graduarse asistió a la Universidad de Columbia en la ciudad de Nueva York.

### Artista
Montgomery dejó la universidad para comenzar su carrera como maquillador, trabajando para varias agencias de modelos importantes en la ciudad de Nueva York, y para varias revistas de moda prominentes, incluyendo WWD, Glamour, Mademoiselle, Seventeen y Cosmopolitan. 
Más tarde en la vida, solo por su segundo nombre de Olan, estuvo activo en los círculos artísticos de Nueva York como fotógrafo y pintor. 
Montgomery fue notable por sus retratos de arte pop, así como por representaciones de temas sociales, crímenes de odio y escenas de la fiestas gay. Empleó varias técnicas, incluida una en la que sus propios retratos fotográficos se transfirieron al lienzo y se superpusieron con pintura o plástico, haciendo uso frecuente de colores vibrantes en el proceso.
"Mi medio ahora es que tomo fotos, las pinto y creo cosas diferentes", dijo Montgomery al New York Times en 2003, "así que es una combinación de digital y plástico y acrílico, todas las cosas que creo que son utensilios de arte modernos para hoy".
 

En marzo de 2008, el columnista de Village Voice, Michael Musto, revisó un libro del retrato único de Montgomery, POP: Art Inspired by New York's Own Subcultures from Celebrity to Subway: Something More through Color and Light. Musto, el mismo sujeto del trabajo de Montgomery, describió el proceso creativo del artista: 
 "Olan comienza tomándote una foto mientras te dice lo significativo que eres para la sociedad y/o cómo tienes ojos penetrantes. Luego pinta o hace cosas digitales a la foto y emerge con un retrato que generalmente es muy colorido y muy cierto". 
 "Mi trabajo es un esfuerzo por capturar una esencia y colocarla en un marco de congelación perpetua", dijo Olan a Musto. "¿Por qué un nanosegundo no puede durar para siempre?"
Además de los temas más cotidianos, como un estudio de varios lienzos de los cajeros de su banco local, Olan se dio a conocer por sus opiniones sobre celebridades, incluidas las imágenes de Boy George, Justin Bond, y Rufus Wainwright, así como Anne Hathaway, y Courtney Love. 

### Actor
Comenzó a estudiar actuación cuando la primera década del siglo XXI llegó a su fin. Comenzando con una aparición en 2011 en Boardwalk Empire, encontró un lugar como actor de reparto en una larga serie de programas de televisión y largometrajes. Apareció en la película 2014 Appropriate Behavior, así como Hollywood Dirt (2017), Haymaker (2017), Alterscape (2018), Already Gone (2019) y The Irishman (2019). 
Junto a su hermano gemelo también protagonizaron como gemelos unidos en el corto Ham Heads de 2016, luego de una aparición conjunta en Frankie: Italian Roulette, una película que ganó el Oaxaca Film Fest 2015 en México y el Nostro D'Argento en Roma en 2016.
El papel final de la pantalla grande de Montgomery llegó en 2020 con una aparición en The Roads Not Taken, dirigida por Sally Potter.
Apareció en papeles secundarios en la serie de televisión My New Roommate (2014), The Blacklist (2017), Stranger Things (2019) y FBI: Most Wanted (2020). 
Además de aparecer en el trabajo de otros, escribió y produjo varios de sus propios cortometrajes, incluido Rush Call Clown (2016), tres películas lanzadas en 2017: Silence =, Toggle y Al & Ollie, y Babies to the World de 2018.

### Muerte y legado
En marzo de 2020, Montgomery fue hospitalizado con COVID-19 en el Centro Médico Judío de Long Island en Nueva York, una de las primeras víctimas del virus pandémico del hospital. Lo mantuvieron en un ventilador durante 26 días antes de mostrar signos de recuperación y ser retirado. Sin embargo, su salud posteriormente empeoró y murió el 4 de abril de 2020 por complicaciones del virus respiratorio, a los 56 años. 

En una entrevista de 2009, el entrevistador Manuel Dawson le preguntó a Montgomery cómo le gustaría ser recordado por la posteridad. Montgomery respondió: 
 "Me gustaría ser recordado como el artista que se preocupó y con suerte pudo usar mi arte para unir a las personas o al menos proporcionar la plataforma a través del arte para comenzar un diálogo basado en el respeto mutuo sin preconcepción y juicio. Espero que el trabajo sea recordado como un momento en la cultura pop cuando la importancia del individuo se volvió relevante y ya no se redujo y devaluó como detergentes en polvo y titulares de noticias. Somos individuos vibrantes y todos contamos". 

## Trabajos
- Big Al in the Big City. (New York: Olan Montgomery, 2009).
- Dolls. (New York: Olan Montgomery, 2010).
- The Fast and Furious 15 Minute Make-Up Book. (New York: Olan Montgomery, 2008).
- Little Things Green Save Our Plant. (New York: Olan Montgomery, 2007).
- Not a Size 2. (New York: Olan Montgomery, 2009).
- POP: Art Inspired by New York's Own Subcultures from Celebrity to Subway: Something More through Color and Light. (New York: Olan Montgomery, 2008).
- POP: Olan 2008 Catalog of Original Paintings, Giclees & Prints by Artist Olan for Art Expo NYC 2008. (New York: Blurb.com, 2008).
- Rays Every Heart Observes By Oceans Through Heaven. (New York: Olan Montgomery, 2009).

## Otras lecturas
- Tiffany B., " Not A Size 2 ̶ Olan Montgomery's New Book Celebrating Curves", revista Plus Model, septiembre de 2009.